# Helen Wagner
Helen Wagner (3 de setembro de 1918 - 1 de maio de 2010) foi uma atriz norte-americana.

## Livro dos Recordes
Ao interpretou a matriarca Nancy Hughes, na telenovela As the World Turns, desde a estréia em 2 de abril de 1956 até sua morte, em 2010, Helen Wagner entrou para o Guinness World Records por atuar em um único papel na televisão.